# Erdei Sándor (író)
Erdei Sándor (Makó, 1915. március 17. – Budapest, 1984. július 9.) magyar író, újságíró, irodalompolitikus. Erdei Ferenc fivére.

## Élete
Középiskoláit Makón végezte, majd képzőművészeti tanulmányokat folytatott. 1935-től Budapesten Pátzay Pálnál szobrászatot tanult, és a Képzőművészeti Főiskolára járt. 1939–1941 között katonai szolgálatot teljesített. Ekkor érdeklődése az írás felé fordult. Művészeti kritikákat, novellákat publikált a Kelet Népe és a Magyar Csillag című lapban.
1944-ben részt vett a Nemzeti Parasztpárt szervezésében, és bekapcsolódott a Délmagyarország szerkesztési munkálataiba. 1945-ben Budapestre került mint a Nemzeti Parasztpárt propaganda osztályának vezetője. 1945-1949 között a Szabad Szó, majd a Művelt Nép című lap szerkesztője lett. Később kinevezték a Népművelési Minisztérium főosztályvezetőjévé, miniszterhelyettessé.
1953-tól ő szerkesztette az Új Hang című folyóiratot. 1954–1956 között a Magyar Írók Szövetségének főtitkára volt. Irodalompolitikai cikkeit, bírálatait, novelláit a Fórum, a Valóság, az Új Hang, az Irodalmi Újság a Kortárs közölte; a Kortársban jelent meg Egy barátság történetéből Bibó Istvánnal című cikke (1983. 5. sz.).

## Művei
- Erdei Ferenc: Művekkel élő társadalom (szerkesztette, Bp., 1978)
- Erdei Ferenc: Makó társadalomrajza (sajtó alá rend., Makó, 1982)
- Gondolkodni jó. Válogatás hátrahagyott munkáiból; vál., szerk. Erdei Sándorné Dezső Ginda; József Attila Múzeum, Makó, 1986
- Nyugtalanság és kétely. Válogatott levelek, 1932-1938; szerk., utószó Tóth Ferenc; Erdei Ferenc Társaság, Makó, 2001 (Az Erdei Ferenc Társaság füzetei)